# أوبري
أوبري (بالإنجليزية: Aubrey)‏ هي مدينة أمريكية تقع في ولاية تكساس. تبلغ مساحة هذه المدينة 6.8 (كم²)، ويبلغ عدد سكانها 2595 نسمة حسب إحصاء سنة 2010 م.

## التركيبة السكانية
حدّد مكتب تعداد الولايات المتحدة بيانات التركيبة السكانية لأوبري في تعداد الولايات المتحدة. في ما يلي، التركيبة السكانية حسب تعدادي 2000 و2010.

### تعداد عام 2000
بلغ عدد سكان أوبري 1,500 نسمة بحسب تعداد عام 2000، وبلغ عدد الأسر 559 أسرة وعدد العائلات 418 عائلة مقيمة في المدينة. في حين سجلت الكثافة السكانية 191.8 نسمة لكل كيلومتر مربع (496.8/ميل2). وبلغ عدد الوحدات السكنية 597 وحدة بمتوسط كثافة قدره 76.3 لكل كيلومتر مربع (197.6/ميل2).
وتوزع التركيب العرقي للمدينة بنسبة 92.53% من البيض و0.47% من الأمريكيين الأفارقة و0.73% من الأمريكيين الأصليين و0.47% من الأمريكيين ذوي الأصول الآسيوية و4.73% من الأعراق الأخرى و1.07% من عرقين مختلطين أو أكثر و6.73% من الهسبانيون أو اللاتينيون من أي عرق.
بلغ عدد الأسر 559 أسرة كانت نسبة 43.8% منها لديها أطفال تحت سن الثامنة عشر تعيش معهم، وبلغت نسبة الأزواج القاطنين مع بعضهم البعض 60.5% من أصل المجموع الكلي للأسر، ونسبة 10% من الأسر كان لديها معيلات من الإناث دون وجود شريك، بينما كانت نسبة 4.3% من الأسر لديها معيلون من الذكور دون وجود شريكة وكانت نسبة 25.2% من غير العائلات. تألفت نسبة 20.8% من أصل جميع الأسر من عدة أفراد يعيشون في نفس المنزل ونسبة 6.6% كانت تتألف من شخص يعيش بمفرده يبلغ من العمر 65 عاماً أو أكثر. وبلغ متوسط حجم الأسرة المعيشية 2.68، أما متوسط حجم العائلات فبلغ 3.13.
بلغ العمر الوسطي للسكان 31.3 عاماً. وكانت نسبة 29.3% من القاطنين تحت سن الثامنة عشر، وكانت نسبة 8.7% بين الثامنة عشر والرابعة والعشرين عاماً، ونسبة 33.3% كانت واقعةً في الفئة العمرية ما بين الخامسة والعشرين والرابعة والأربعين عاماً، ونسبة 19.7% كانت ما بين الخامسة والأربعين والرابعة والستين، ونسبة 9.1% كانت ضمن فئة الخامسة والستين عاماً فما فوق. يوجد لكل 100 أنثى 99.5 ذكر، ويوجد لكل 100 أنثى في الثامنة عشر من عمرها فما فوق 96.8 ذكر.
بلغ متوسط دخل الأسرة في المدينة 41,131 دولارًا، أما متوسط دخل العائلة فبلغ 46,190 دولارًا. وكان متوسط دخل الذكور 31,367 دولارًا مقابل 23,594 دولارًا للإناث. وسجل دخل الفرد الخاص بالمدينة 19,176 دولارًا. وكانت نسبة 5.8% من العائلات ونسبة 9.2% من السكان تحت خط الفقر، وكان من هؤلاء نسبة 9.2% تحت سن الثامنة عشر ونسبة 10.1% في الخامسة والستين من العمر وما فوق.

### تعداد عام 2010
بلغ عدد سكان أوبري 2,595 نسمة بحسب تعداد عام 2010، وبلغ عدد الأسر 927 أسرة وعدد العائلات 706 عائلة مقيمة في المدينة. في حين سجلت الكثافة السكانية 331.8 نسمة لكل كيلومتر مربع (859.4/ميل2). وبلغ عدد الوحدات السكنية 1,017 وحدة بمتوسط كثافة قدره 130.1 لكل كيلومتر مربع (337.0/ميل2).
وتوزع التركيب العرقي للمدينة بنسبة 89.83% من البيض و1.04% من الأمريكيين الأفارقة و1.08% من الأمريكيين الأصليين و0.15% من الأمريكيين ذوي الأصول الآسيوية و0.08% من سكان جزر المحيط الهادئ و5.43% من الأعراق الأخرى و2.39% من عرقين مختلطين أو أكثر و11.87% من الهسبانيون أو اللاتينيون من أي عرق.
بلغ عدد الأسر 927 أسرة كانت نسبة 45.3% منها لديها أطفال تحت سن الثامنة عشر تعيش معهم، وبلغت نسبة الأزواج القاطنين مع بعضهم البعض 58.6% من أصل المجموع الكلي للأسر، ونسبة 13.6% من الأسر كان لديها معيلات من الإناث دون وجود شريك، بينما كانت نسبة 4% من الأسر لديها معيلون من الذكور دون وجود شريكة وكانت نسبة 23.8% من غير العائلات. تألفت نسبة 19.6% من أصل جميع الأسر من عدة أفراد يعيشون في نفس المنزل ونسبة 7.6% كانت تتألف من شخص يعيش بمفرده يبلغ من العمر 65 عاماً أو أكثر. وبلغ متوسط حجم الأسرة المعيشية 2.80، أما متوسط حجم العائلات فبلغ 3.22.
بلغ العمر الوسطي للسكان 32.1 عاماً. وكانت نسبة 30.9% من القاطنين تحت سن الثامنة عشر، وكانت نسبة 8.2% بين الثامنة عشر والرابعة والعشرين عاماً، ونسبة 31.2% كانت واقعةً في الفئة العمرية ما بين الخامسة والعشرين والرابعة والأربعين عاماً، ونسبة 20.5% كانت ما بين الخامسة والأربعين والرابعة والستين، ونسبة 9.2% كانت ضمن فئة الخامسة والستين عاماً فما فوق. وتوزع التركيب الجنسي للسكان بنسبة 47.2% ذكور و52.8% إناث.